# José Luis Madariaga
José Luis Madariaga (Corrientes, 4 de mayo de 1816 - Mercedes, 4 de mayo de 1895) fue un político argentino. Fue gobernador de la Provincia de Corrientes entre 1876 y 1877.

## Biografía
Pertenecía a una destacada familia correntina de origen español. Se casó con Rosa López, con quien tuvo tres hijos.
En febrero de 1875 fue proclamado Vicegobernador de la Provincia de Corrientes, por el Partido Federal, junto con el gobernador Juan Vicente Pampín, del Partido Liberal. Ambos se distanciaron y respondieron a su partido.
El 9 de marzo de 1876, asumió como Gobernador tras el fallecimiento de Pampín. Su gobierno se vio marcado por una inestabilidad política dadas las diversas disputadas políticas en la época entre el Partido Federal y el Liberal. Sin embargo, en el plano económico, el Ferrocarril Nordeste Argentino impulsó la región. Durante su gestión, se fundó el pueblo de Paso de la Patria y se reglamentó el ejercicio de la abogacía. Por otro lado, se realizaron censos escolares, y construyeron nuevas escuelas en Corrientes, San Miguel, Santo Tomé y Suace. Fue Diputado Nacional por la provincia de Corrientes entre 1880 y 1884.
Sus restos se encuentran en el panteón familiar del cementerio San Juan Bautista de la Ciudad de Corrientes.